# ریموند اسکات
ریموند اسکات (انگلیسی: Raymond Scott؛ ۱۰ سپتامبر ۱۹۰۸ – ۸ فوریهٔ ۱۹۹۴) یک موسیقی‌دان اهل ایالات متحده آمریکا بود. وی بین سال‌های ۱۹۳۱ تا ۱۹۸۵ میلادی فعالیت می‌کرد.